# Chiasmocleis lacrimae
Chiasmocleis lacrimae é uma espécie de anfíbio da família Microhylidae. Endêmica do Brasil, pode ser encontrada nos estados da Bahia, Espírito Santo, Rio de Janeiro e São Paulo.
O nome Chiasmocleis carvalhoi descrito em 1997 é homônimo do Syncope carvalhoi descrito em 1975, já que o gênero Syncope foi sinonimizado com o Chiasmocleis. Em 2014, um novo nome foi cunhado para a espécie.
Os seus habitats naturais são: florestas secas tropicais ou subtropicais e marismas intermitentes de água doce. Está ameaçada por perda de habitat.